# Nunta mută
Nunta mută (no Brasil, Casamento Silencioso) é um filme de comédia romeno de 2008 dirigido e escrito por Horațiu Mălăele. Ambientado no governo de Joseph Stalin, é protagonizado por Meda Andreea Victor e Alexandru Potocean.

## Elenco
- Meda Andreea Victor - Mara
- Alexandru Potocean - Iancu
- Valentin Teodosiu - Grigore Aschie
- Alexandru Bindea - Gogonea
- Tudorel Filimon - Haralamb Vrabie
- Nicolae Urs - Mutu
- Luminița Gheorghiu - Fira
- Ioana Anton - Smaranda
- Dan Condurache - Mardare
- Doru Ana - Cârnu
- Serban Pavlu - Coriolan